# Crosslauf-Weltmeisterschaften 2013
Die 40. Crosslauf-Weltmeisterschaften der IAAF (offiziell 40th IAAF World Cross Country Championships 2013) fanden am 24. März 2013 in Bydgoszcz statt. Die polnische Stadt war zum zweiten Mal nach 2010 Austragungsort.

## Kurs
Die Rennen wurden auf einem 1950 m langen Rundkurs im Myślęcinek Park ausgetragen, zusätzlich war eine Start- und eine Zielgerade zu absolvieren. Die Männer liefen sechs Runden, die Frauen und Junioren jeweils vier und die Juniorinnen drei. Im Vergleich zu 2010 enthielt der Kurs mehr Steigungen, Kurven und natürliche Hindernisse.

## Wettkämpfe
Insgesamt fanden vier Rennen statt, jeweils eines für Männer und Frauen sowie Junioren und Juniorinnen (Jahrgang 1997 oder älter). In jedem Rennen wurde eine Mannschaftswertung durchgeführt. Dafür wurden die Platzierungen der jeweils vier besten Teilnehmer eines Landes addiert, die Mannschaft mit der niedrigsten Summe gewann. Bei Gleichstand entschied die Platzierung des vierten gewerteten Läufers. Jedes Land durfte in jedem Wettbewerb maximal sechs Läufer einsetzen.
Die IAAF schüttete in den Erwachsenenrennen Preisgelder in Höhe von insgesamt 280.000 US-Dollar aus. Davon entfielen jeweils 30.000 Dollar auf die Einzelsieger und 20.000 Dollar auf die Siegermannschaften.
Bei den Hauptläufen waren zwar keine deutschen Athleten am Start, dafür aber im öffentlichen Spaßrennen. Auf der originalen WM-Strecke über sechs Kilometer siegte Jost-Lennart Heese (18:41 min) deutlich, Zweitplatzierter wurde Tim Stegemann (19:01 min) vor seinem Vereinskollegen Sebastian Schenk (19:17 min), und im Frauenwettbewerb setzte sich Miriam Dattke (SCB Berlin) durch, ihre Vereinskollegin Kai-Louise Neugebauer wurde Dritte.

## Ergebnisse

### Männer (12 km)

#### Einzelwertung
| Platz | Athlet                | Land | Zeit (min) |
| ----- | --------------------- | ---- | ---------- |
| 1     | Japhet Kipyegon Korir | KEN  | 32:45      |
| 2     | Imane Merga           | ETH  | 32:51      |
| 3     | Teklemariam Medhin    | ERI  | 32:54      |
| 4     | Moses Ndiema Kipsiro  | UGA  | 33:08      |
| 5     | Timothy Toroitich     | UGA  | 33:09      |
| 6     | Ben True              | USA  | 33:11      |
| 7     | Goitom Kifle          | ERI  | 33:16      |
| 8     | Collis Birmingham     | AUS  | 33:18      |

Von 102 gemeldeten und gestarteten Athleten erreichten 96 das Ziel.

#### Teamwertung
| Platz | Land und Athleten                                                                                 | Gesamtpunktzahl und Einzelplatzierung |
| ----- | ------------------------------------------------------------------------------------------------- | ------------------------------------- |
| 1     | Äthiopien Imane Merga Feyisa Lilesa Abera Chane Tesfaye Abera                                     | 38 02 09 13 14                        |
| 2     | Vereinigte Staaten Ben True Chris Derrick Ryan Vail Robert Mack                                   | 52 06 10 17 19                        |
| 3     | Kenia Japhet Kipyegon Korir Hosea Mwok Macharinyang Geoffrey Kipkorir Kirui Timothy Kosgei Kiptoo | 54 01 12 15 26                        |

Insgesamt wurden 15 Teams gewertet.

### Frauen (8 km)

#### Einzelwertung
| Platz | Athletin                 | Land | Zeit (min) |
| ----- | ------------------------ | ---- | ---------- |
| 1     | Emily Chebet Muge        | KEN  | 24:24      |
| 2     | Hiwot Ayalew             | ETH  | 24:27      |
| 3     | Belaynesh Oljira         | ETH  | 24:33      |
| 4     | Shitaye Eshete           | BRN  | 24:34      |
| 5     | Margaret Wangari Muriuki | KEN  | 24:39      |
| 6     | Janet Kisa               | KEN  | 24:46      |
| 7     | Viola Jelagat Kibiwot    | KEN  | 24:46      |
| 8     | Tejitu Daba              | BRN  | 24:55      |

Von 97 gemeldeten und gestarteten Athletinnen erreichten 96 das Ziel.

#### Teamwertung
| Platz | Land und Athletinnen                                                              | Gesamtpunktzahl und Einzelplatzierung |
| ----- | --------------------------------------------------------------------------------- | ------------------------------------- |
| 1     | Kenia Emily Chebet Muge Margaret Wangari Muriuki Janet Kisa Viola Jelagat Kibiwot | 19 01 05 06 07                        |
| 2     | Äthiopien Hiwot Ayalew Belaynesh Oljira Genet Yalew Sule Utura                    | 48 02 03 15 28                        |
| 3     | Bahrain Shitaye Eshete Tejitu Daba Kareema Saleh Jasim Genzeb Shumi               | 73 04 08 20 41                        |

Insgesamt wurden 15 Teams gewertet.

### Junioren (8 km)

#### Einzelwertung
| Platz | Athlet           | Land | Zeit (min) |
| ----- | ---------------- | ---- | ---------- |
| 1     | Hagos Gebrhiwet  | ETH  | 21:04      |
| 2     | Leonard Barsoton | KEN  | 21:08      |
| 3     | Muktar Edris     | ETH  | 21:13      |

Von 113 gemeldeten und gestarteten Athleten erreichten 110 das Ziel.

#### Teamwertung
| Platz | Land und Athleten                                                      | Gesamtpunktzahl und Einzelplatzierung |
| ----- | ---------------------------------------------------------------------- | ------------------------------------- |
| 1     | Äthiopien Hagos Gebrhiwet Muktar Edris Birhan Nebebew Yihunilign Adane | 23 01 03 06 13                        |
| 2     | Kenia Leonard Barsoton Conseslus Kipruto Ronald Kwemoi Michael Bett    | 26 02 05 09 10                        |
| 3     | Marokko Mohammed Abid Zouhair Talbi Omar Ait Chitachen Hassan Ghachoui | 65 12 14 18 21                        |

Insgesamt wurden 17 Teams gewertet.

### Juniorinnen (6 km)

#### Einzelwertung
| Platz | Athletin          | Land | Zeit (min) |
| ----- | ----------------- | ---- | ---------- |
| 1     | Faith Kipyegon    | KEN  | 17:51      |
| 2     | Agnes Jebet Tirop | KEN  | 17:51      |
| 3     | Alemitu Heroye    | ETH  | 17:57      |

Von 88 gemeldeten Athletinnen gingen 86 an den Start, die alle das Ziel erreichten.

#### Teamwertung
| Platz | Land und Athletinnen                                                                     | Gesamtpunktzahl und Einzelplatzierung |
| ----- | ---------------------------------------------------------------------------------------- | ------------------------------------- |
| 1     | Kenia Faith Kipyegon Agnes Jebet Tirop Caroline Chepkoech Kipkirui Rosefline Chepngetich | 14 01 02 04 07                        |
| 2     | Äthiopien Alemitu Heroye Ruti Aga Sofiya Shemsu Buze Diriba                              | 23 03 05 06 09                        |
| 3     | Vereinigtes Königreich Emelia Gorecka Georgia Taylor-Brown Amy-Eloise Neale Bobby Clay   | 81 16 17 21 27                        |

Insgesamt wurden 15 Teams gewertet.